# Jawbreaker (película)
Jawbreaker (Caramelo asesino en España, Bromas que matan en México, Juegos Peligrosos en Argentina) es una película de comedia y drama de 1999 dirigida por Darren Stein. Se estrenó el 19 de febrero de 1999.

## Argumento
Tres de las alumnas más populares de la Reagan High School, en Los Ángeles, llamadas Courtney Alice Shane (Rose McGowan), Marcie "Foxy" Foxx (Julie Benz) y Julie Freeman (Rebecca Gayheart) deciden jugarle una broma pesada en su cumpleaños a su amiga Elizabeth "Liz" Purr (Charlotte Ayanna), al encerrarla en el baúl de un automóvil y atragantándola con un gigantesco dulce "rompemuelas" ("jawbreaker"). Sin embargo, accidentalmente, ella muere asfixiada por el rompemuelas y Courtney decide ocultar su crimen haciendo creer a los demás que murió después de un intenso encuentro sexual en su cama, aunque Julie cree que sería mejor decir la verdad porque así entenderían. Para ello tendrán que comprar el silencio de Fern Mayo (Judy Greer) quien vio lo que realmente ocurrió, recompensándola con hacer de ella una chica hermosa y popular: "Vylette" (en Hispanoamérica: "Violeta").
Para ocultar su crimen, al iniciarse la investigación policial, Courtney fragua una historia según la cual Liz eran en realidad una ninfómana quien sentía especial atracción por desconocidos. Posteriormente invita a un chico (Marilyn Manson) a un encuentro sexual sobre la cama de su víctima y la estrategia da resultado: el chico es arrestado como sospechoso del homicidio, librando así de la culpa a las chicas, por lo que cuando Julie trata de hablar con la detective Cruz, quien llevaba la investigación, esta no la recibe pues le informa la captura del supuesto asesino.
Los padres de Liz le obsequian algunas de sus pertenencias a Julie, quien siente remordimientos por lo ocurrido, y encuentra entre las objetos de su amiga una tarjeta sonora que tiene grabado un mensaje donde Courtney reconoce su culpabilidad "I killed Liz. I killed the teen dream. Deal with it" (en Hispanoamérica: "Maté a Liz. Maté a la adolescente de ensueño. Acéptenlo"; en España: "He matado a Liz. He matado al sueño adolescente. Supéralo"). Fern, quien al igual que Julie se había separado del grupo después de haber sido humillada, junto a Julie y el novio de esta última conectan el audio de la tarjeta en el sistema de sonido de la escuela en el momento que Courtney se está promoviendo como reina del baile escolar. Al escuchar la confesión por los altavoces, el público la acusa como la asesina de Liz. Julie le toma una fotografía a Courtney, mientras esta llora, humillada, para mostrarle la cara del asesino a la detective Cruz.

## Reparto
- Rose McGowan como Courtney Alice Shane.
- Rebecca Gayheart como Julie Freeman.
- Julie Benz como Marcie "Foxy" Fox.
- Judy Greer como Fern Mayo "Vyllete".
- Ethan Erickson como Dane Sanders.
- Chad Christ como Zack Tartak.
- Charlotte Ayanna como Elizabeth "Liz" Purr.
- Tatyana Ali como Brenda Chad.
- P. J. Soles como la madre de Liz.
- William Katt como el padre de Liz.
- Jeff Conaway como el padre de Marcie.
- Carol Kane como la maestra Sherwood.
- Pam Grier como la detective Vera Cruz.
- Marilyn Manson como el extraño.
- The Donnas como ellas mismas.

## Jawbreaker Soundtrack
| Track # | Canción                   | Artista         | Duración |
| ------- | ------------------------- | --------------- | -------- |
| 1.      | Yoo Hoo                   | Imperial Teen   | 3:31     |
| 2.      | I See                     | Letters To Cleo | 3:56     |
| 3.      | Next To You               | Edna Swap       | 2:35     |
| 4.      | Don't Call Me Babe        | Shampoo         | 2:58     |
| 5.      | Bad Word For A Good Thing | Friggs          | 2:53     |
| 6.      | Stay In Bed               | Grand Mal       | 4:49     |
| 7.      | Flow                      | Transister      | 5:59     |
| 8.      | She Bop                   | Howie Beno      | 3:06     |
| 9.      | Water Boy                 | Imperial Teen   | 1:36     |
| 10.     | Rock You Like A Hurricane | Scorpions       | 4:14     |
| 11.     | Rock 'n' Roll Machine     | The Donnas      | 2:54     |
| 12.     | Beat You Up               | The Prissteens  | 2:36     |
| 13.     | Trouble                   | Shampoo         | 3:21     |